# Like for like
Tăng trưởng like for like (LFL)  là thước đo tăng trưởng doanh thu, được điều chỉnh cho các doanh nghiệp mới hoặc bị thoái vốn. Đây là một chỉ số được sử dụng rộng rãi về hiệu suất giao dịch hiện tại của các nhà bán lẻ. Điều chỉnh là quan trọng trong các doanh nghiệp thể hiện động lực mở rộng, hủy bỏ hoặc đóng cửa đáng kể. Để so sánh các số liệu bán hàng từ các giai đoạn khác nhau chỉ có ý nghĩa, như một thước đo về tính hiệu quả của chức năng bán hàng, khi sử dụng cùng một cơ sở để đo lường.
Một phương pháp so sánh doanh thu của năm mới nhất chỉ với những hoạt động hoặc địa điểm có hiệu lực trong năm trước. Phương pháp này sẽ bỏ qua doanh số bán hàng chỉ có thể thực hiện trong năm nay, vì các lý do như sáp nhập hoặc mua lại hoặc ra mắt sản phẩm hoặc cửa hàng mới.
Tuy nhiên, có một sự lựa chọn đáng kể các phương pháp tính toán thay thế, khiến việc so sánh các số liệu được trích dẫn bởi các nhà bán lẻ khác nhau rất khó.